# Омуль
О́муль, или аркти́ческий омуль (лат. Coregonus autumnalis), — промысловая рыба рода сигов семейства лососёвых. Длина до 64 см, весит до 3 кг.
Проходная рыба, она нагуливается в прибрежных частях Северного Ледовитого океана и поднимается на нерест в реки России, Аляски и Канады. В море питается крупными придонными ракообразными, молодью рыб и мелким зоопланктоном.
Байкальский омуль, традиционно рассматривавшийся как подвид арктического омуля Coregonus autumnalis migratorius, согласно генетическим исследованиям близок обыкновенному и сельдевидному сигам и выделен в отдельный вид Coregonus migratorius. Имеет 3 экоморфологические группы.